# Mahutia
Mahutia is een geslacht van kevers uit de familie bladkevers (Chrysomelidae).
De wetenschappelijke naam van het geslacht werd in 1917 gepubliceerd door Laboissiere.

## Soorten
- Mahutia alluaudi Laboissiere, 1917
- Mahutia jeanneli Laboissiere, 1917
- Mahutia leopoldi Laboissiere, 1929
- Mahutia rougemonti Silfverberg, 1980